# Pelutxo (grup de bolets)
Els pelutxos són bolets pertanyents al grup de bolets d'agulles, de carn relativament escassa, en forma de peülla, ventall o corall (irregularment ramificats). Es caracteritzen per estar coberts amb espines de secció circular. També s'anomenen bolets carners.
Són bolets de carn relativament escassa, en forma de peülla, ventall o corall (irregularment ramificats). Són fongs que produeixen un podriment blanc de la fusta.
Algunes espècies es consideren comestibles apreciats.

## Espècies de pelutxos
Entre les espècies de pelutxos més corrents
- Hericium flagellum, pelutxo d’avet
- Hericium coralloides, pelutxo de corall
- Hericium cirrhatum, pelutxo de ventalls
- Hericium erinaceus, pelutxo ver